# Medalla Guy
Les Medalles Guy són uns guardons atorgats cada tres anys per la Royal Statistical Society en tres categories: or, argent i bronze. El seu nom honora a William Guy, metge i estadístic britànic del segle xix.
- La medalla d'or s'atorga com a premi a contribucions innovadores en l'àmbit de l'Estadística pura o aplicada.
- La d'argent solament la poden obtenir un (excepcionalment dos) membre de la Royal Statistical Society i premia articles o sèries d'articles d'especial rellevància presentats a actes ordinaris de la Societat o publicats en una qualsevol de les revistes de la Societat.
- La de bronze premia treballs presentats a una reunió o conferència organitzada per la Societat. Es concedeixen preferentment a investigadors joves per sota del 35 anys. Excepcionalment es poden atorgar a dos o més autors.

## Medalla d'or
- 1892 Charles Booth
- 1894 Robert Giffen
- 1900 J. Athelstane Baines
- 1907 Francis Ysidro Edgeworth
- 1908 Patrick G. Craigie
- 1911 G. Udny Yule
- 1920 T. H. C. Stevenson
- 1930 A. William Flux
- 1935 A. L. Bowley
- 1945 Major Greenwood
- 1946 Ronald Fisher
- 1953 A. Bradford Hill
- 1955 E. S. Pearson
- 1960 Frank Yates
- 1962 Harold Jeffreys
- 1966 Jerzy Neyman
- 1968 M. G. Kendall
- 1969 M. S. Bartlett
- 1972 Harald Cramér
- 1973 David Cox
- 1975 G. A. Barnard
- 1978 Roy Allen
- 1981 D. G. Kendall
- 1984 H. E. Daniels
- 1986 Bernard Benjamin
- 1987 Robin L. Plackett
- 1990 Peter Armitage
- 1993 George E. P. Box
- 1996 Peter Whittle
- 1999 Michael Healy
- 2002 D. V. Lindley
- 2005 John Nelder
- 2008 James Durbin
- 2011 Calyampudi Radhakrishna Rao
- 2013 John Kingman
- 2014 Bradley Efron

## Medalla d'argent
- 1893 John Glover
- 1894 Augustus Sauerbeck
- 1895 Arthur Lyon Bowley
- 1897 F.J. Atkinson
- 1899 C.S. Loch
- 1900 Richard Crawford
- 1901 Thomas A. Welton
- 1902 R. H. Hooker
- 1903 Yves Guyot
- 1904 D.A. Thomas
- 1905 R.H. Rew
- 1906 W.H. Shaw
- 1907 N.A. Humphreys
- 1909 Edward Brabrook
- 1910 G. H. Wood
- 1913 R. Dudfield
- 1914 S. Rowson
- 1915 S.J. Chapman
- 1918 J. Shield Nicholson
- 1919 J. C. Stamp
- 1921 A. William Flux
- 1927 H. W. Macrosty
- 1928 Ethel Newbold
- 1930 Herbert Edward Soper
- 1934 J.H. Jones
- 1935 E.C. Snow
- 1936 R.G. Hawtrey
- 1938 E.C. Ramsbottom
- 1939 Leon Isserlis
- 1940 Hector Leak
- 1945 Maurice Kendall
- 1950 Harry Campion
- 1951 F. A. A. Menzler
- 1952 M. S. Bartlett
- 1953 J. Oscar Irwin
- 1954 L. H. C. Tippett
- 1955 David George Kendall
- 1957 Henry Daniels
- 1958 George Barnard
- 1960 Edgar C. Fieller
- 1961 David Cox
- 1962 P. V. Sukhatme
- 1964 George E. P. Box
- 1965 C. R. Rao
- 1966 Peter Whittle
- 1968 Dennis Lindley
- 1973 Robin Plackett
- 1976 James Durbin
- 1977 John Nelder
- 1978 Peter Armitage
- 1979 Michael Healy
- 1980 M. Stone
- 1981 John Kingman
- 1982 Henry Wynn
- 1983 Julian E. Besag
- 1984 John C. Gittins
- 1985 A. Bissell i W. Pridmore
- 1986 Richard Peto
- 1987 John Copas
- 1988 John Aitchison
- 1989 Frank Kelly
- 1990 David Clayton
- 1991 Richard L. Smith
- 1992 Robert Curnow
- 1993 Adrian Smith
- 1994 David Spiegelhalter
- 1995 Bernard Silverman
- 1996 Steffen Lauritzen
- 1997 Peter Diggle
- 1998 Harvey Goldstein
- 1999 Peter Green
- 2000 Walter Gilks
- 2001 Philip Dawid
- 2002 David Hand
- 2003 Kanti Mardia
- 2004 Peter Donnelly
- 2005 Peter McCullagh
- 2006 Michael Titterington
- 2007 Howell Tong
- 2008 Gareth Roberts
- 2009 Sylvia Richardson
- 2010 Iain M. Johnstone
- 2011 Peter Hall
- 2012 David Firth
- 2013 Brian D. Ripley
- 2014 Jianqing Fan
- 2015 Anthony Davison

## Medalla de bronze
- 1936 William Gemmell Cochran
- 1938 R.F. George
- 1949 W.J. Jennett
- 1962 Peter Armitage
- 1966 James Durbin
- 1967 F. Downton
- 1968 Robin Plackett
- 1969 M.C. Pike
- 1970 P.G. Moore
- 1971 D.J. Bartholomew
- 1974 G.N. Wilkinson
- 1975 A.F. Bissell
- 1976 P.L. Goldsmith
- 1977 A.F.M. Smith
- 1978 Philip Dawid
- 1979 T.M.F. Smith
- 1980 A.J. Fox
- 1982 Stuart Pocock
- 1983 Peter McCullagh
- 1984 Bernard Silverman
- 1985 David Spiegelhalter
- 1986 D.F. Hendry
- 1987 Peter Green
- 1988 S.C. Darby
- 1989 S.M. Gore
- 1990 Valerie S. Isham
- 1991 M.G. Kenward
- 1992 C. Jennison
- 1993 Jonathan Tawn
- 1994 R.F.A. Poultney
- 1995 I. Johnstone
- 1996 J.N.S. Matthews
- 1997 Gareth Roberts
- 1998 D. Firth
- 1999 P.W.F. Smith i J. Forster
- 2000 J. Wakefield
- 2001 Guy Nason
- 2002 Geert Molenberghs
- 2003 Peter Lynn
- 2004 Nicola Best
- 2005 Steve Brooks
- 2006 Matthew Stephens
- 2007 Paul Fearnhead
- 2008 Fiona Steele
- 2009 Chris Holmes
- 2010 Omiros Papaspiliopoulos
- 2011 Nicolai Meinshausen
- 2012 Richard Samworth
- 2013 Piotr Fryzlewicz
- 2014 Ming Yuan
- 2015 Jinchi Lv